# Yoshie Hotta
Yoshie Hotta 堀田 善衛; (17 juillet 1918 - 5 septembre 1998) est un écrivain japonais.

## Biographie
Hotta étudie la science politique à l'université Keiō jusqu'en 1942, puis la romanistique et écrit déjà des histoires pour la revue Arechi. Il travaille pour les éditions Kokusai Bunka Shinkōkai et de 1945 jusqu'en 1947 pour le département de propagande du Kuomintang en Chine. Après son retour au Japon, il est journaliste auprès du quotidien Sekai Nippō.
Hotta est connu comme écrivain depuis les années 1950. Il reçoit le prix Akutagawa en 1951 pour Hiroba no kodoku (« Seul sur une grande place »). Dans le roman Jikan (« Temps », 1955) il traite du massacre de Nankin. Dans ses œuvres ultérieures, il présente des personnalités de l'histoire culturelle européenne : Francisco de Goya dans Goya (1974-77, prix Jirō Osaragi 1977), Michel de Montaigne dans Misheru jōkan no hito (Michel au château; 1991–1994, prix Tetsurō Watsuji en 1994) et François de La Rochefoucauld dans Ra Roshufūkō kōshaku densetsu (« Histoires sur le duc de La Rochefoucauld », 1998). En 1993 il est lauréat du prix Noma de littérature et l'année suivante du prix Asahi.

## Titres
- Hiroba no kodoku (« Seul sur une grande place »)
- Kage no bubun 影の部分)
- Sokoku sōshin (« La perte de la patrie »)
- Kankan (« Traitres »)
- Rekishi (« Histoire »)
- Jikan (« Temps »)
- Hōjōki shiki (prix Mainichi de la culture 1971)
- Goya (1974-77)
- Misheru jōkan no hito (« Michel au château »), 1991-94
- Ra Roshufūkō kōshaku densetsu (« Histoires sur le duc de La Rochefoucauld », 1998)

## Source de la Traduction
- (de) Cet article est partiellement ou en totalité issu de l’article de Wikipédia en allemand intitulé « Hotta Yoshie » (voir la liste des auteurs).